# Estádio das Alterosas
O Estádio das Alterosas é um estádio de futebol localizado na unidade do SESC de Venda Nova em Belo Horizonte, MG.
Faz parte de um complexo construído para ser um campo oficial de treinamento para a Copa das Confederações FIFA de 2013, sendo também utilizado na mesma função para a Copa do Mundo FIFA de 2014 e para os Jogos Olímpicos Rio 2016.
Após os grandes eventos, vem sendo usado para partidas amistosas, de categorias de base e de times femininos dos clubes da capital mineira: Cruzeiro, Atlético e América.